# Luopan
Un luopan (chinois : 罗盘), luogeng (罗庚, luógēng) luojing 罗经, luójīng, 罗庚, ou luojingpan (罗经盘, luójīngpán) est un instrument chinois de feng shui, la géomancie chinoise, constitué d'un plateau comportant différents cercles concentriques avec des fonctions symboliques, et en son centre un emplacement pour la boussole. Les versions modernes comportent également souvent un niveau à bulle.
Parmi les nombreux cercles concentriques, on retrouve notamment le ba gua du taoïsme, et les signes de l'astrologie chinoise (branches terrestres et tiges célestes.
Un grand luopan de 152 cm a été fabriqué à Taipei en 2013.

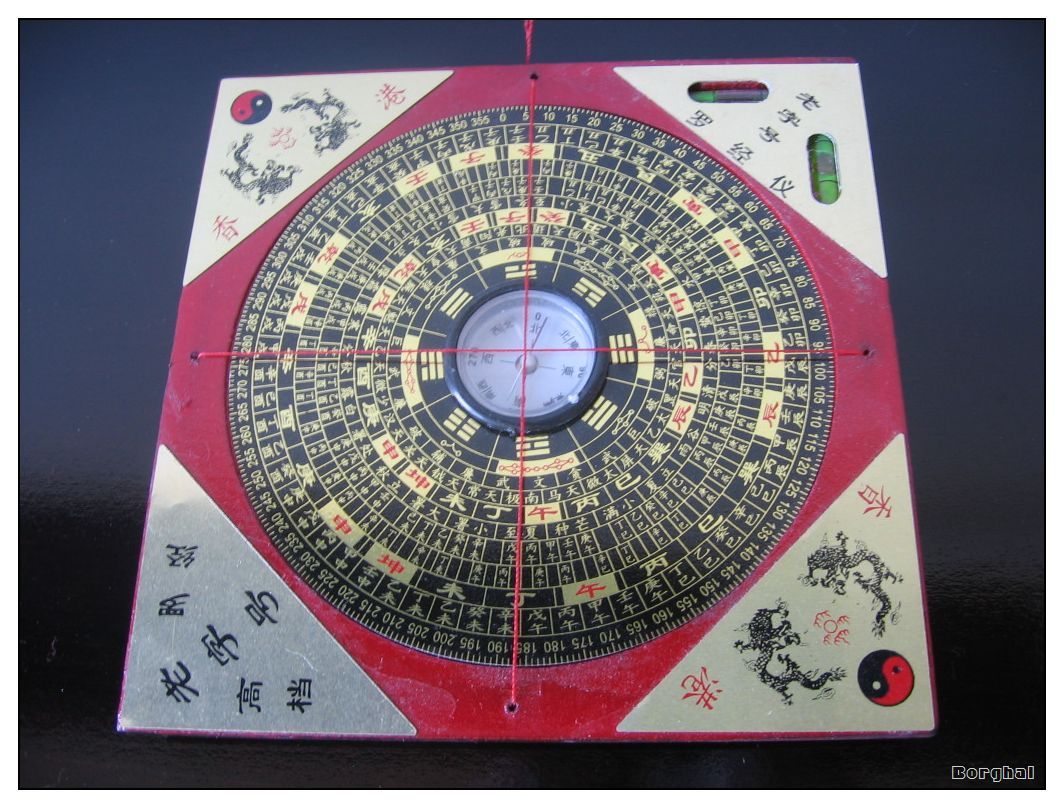
Version moderne avec boussole au centre et niveau à bulle en haut à droite.
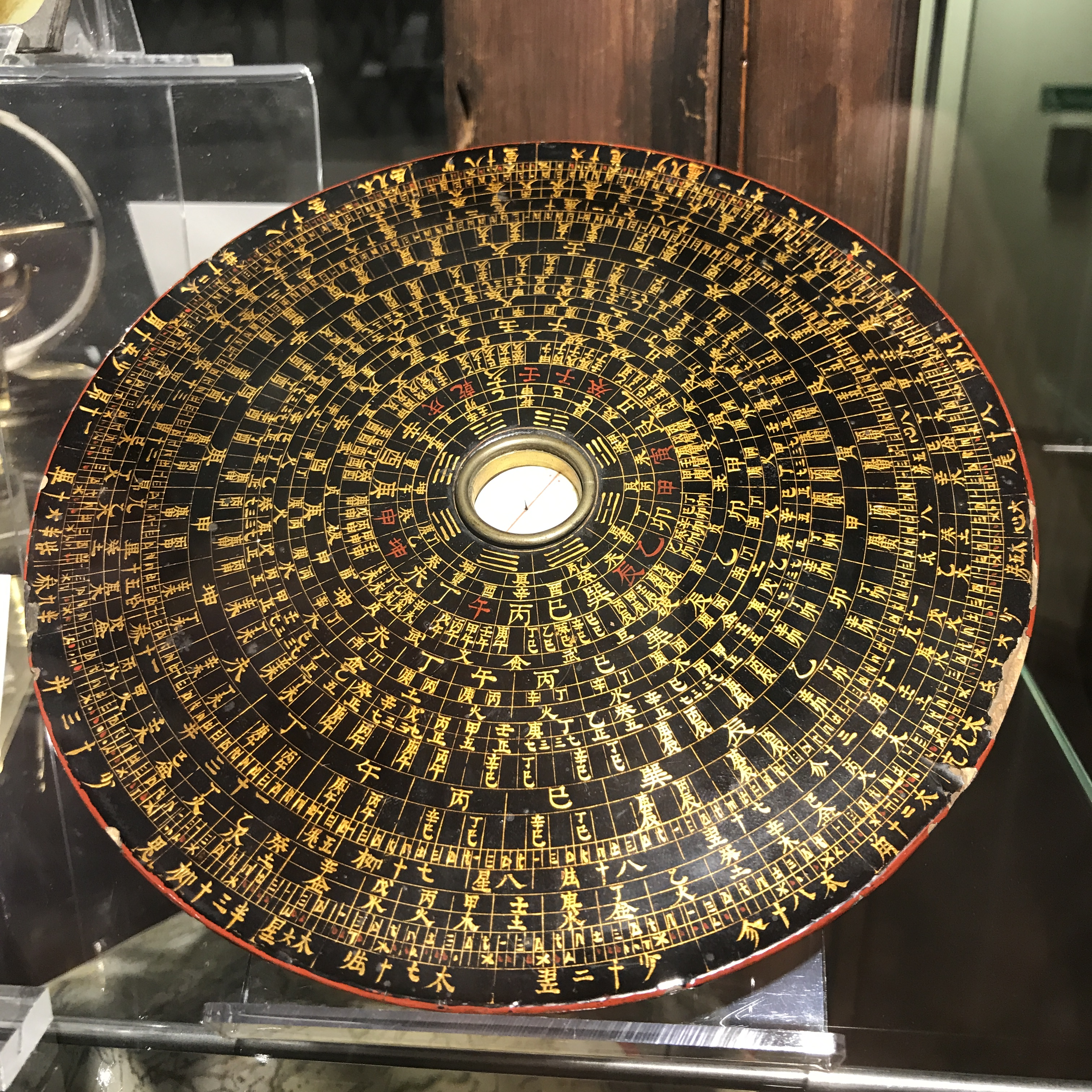
Version plus complète comportant davantage de cercles.
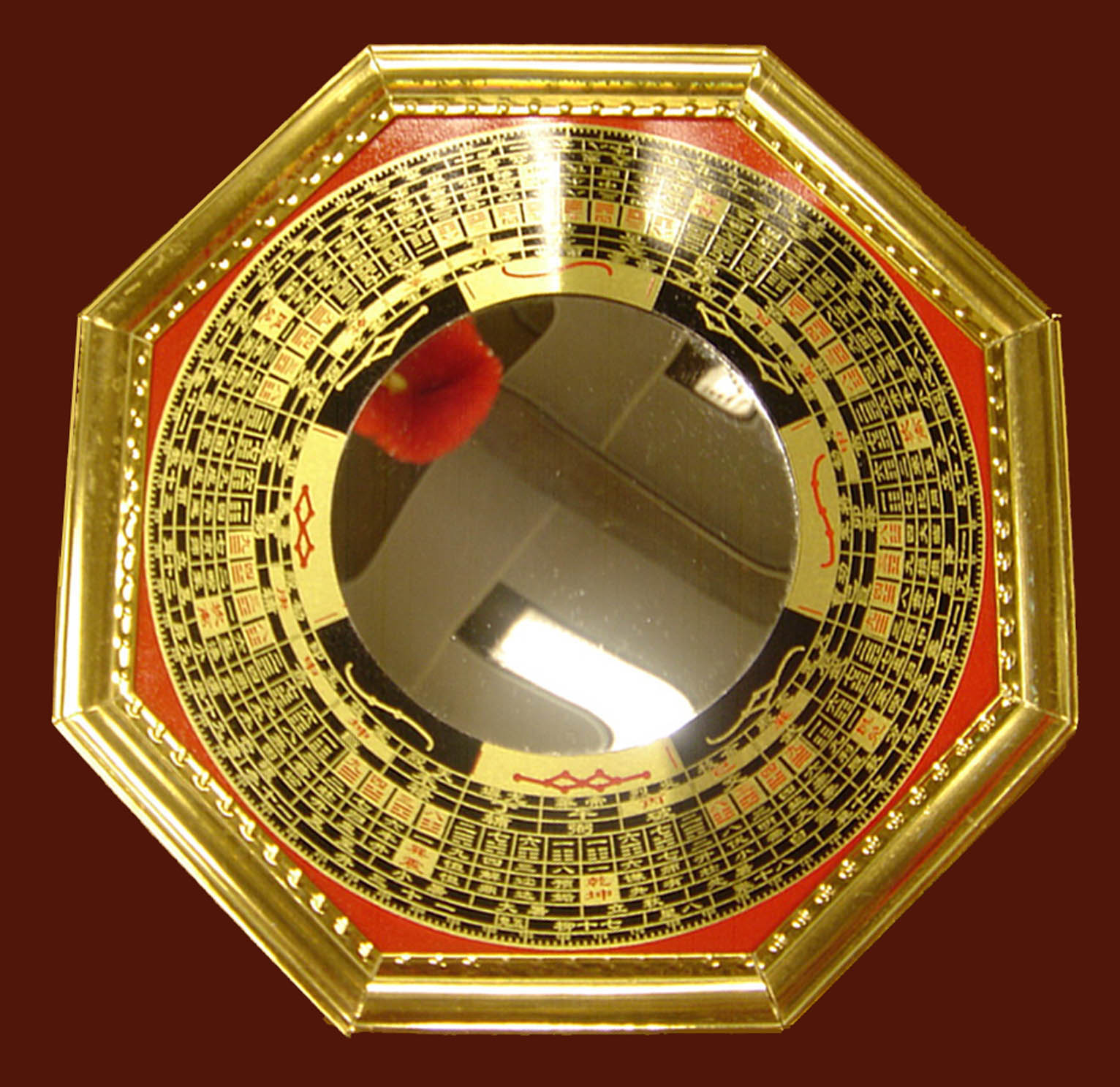
Version miroir, généralement posé sur les portes comme porte-bonheur
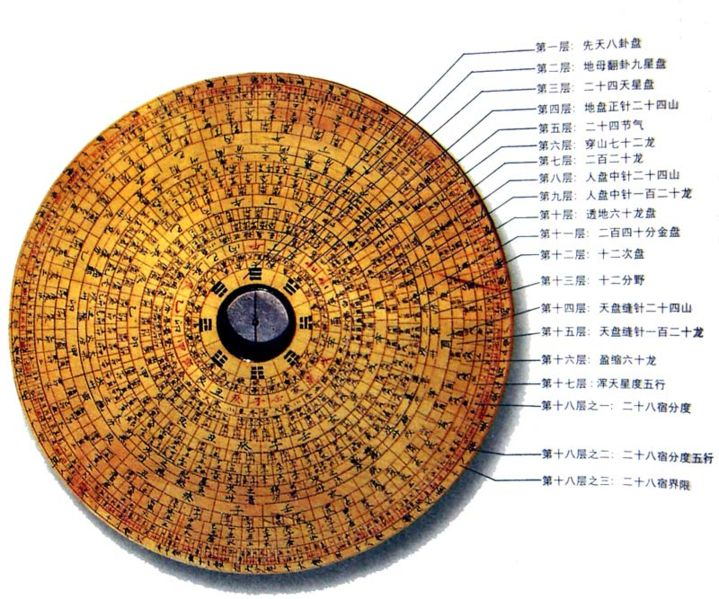
Luopan constitué de 18 parties, la première étant le ba gua (八卦) la 18e étant la partie extérieure, divisée elle-même en 3 parties.
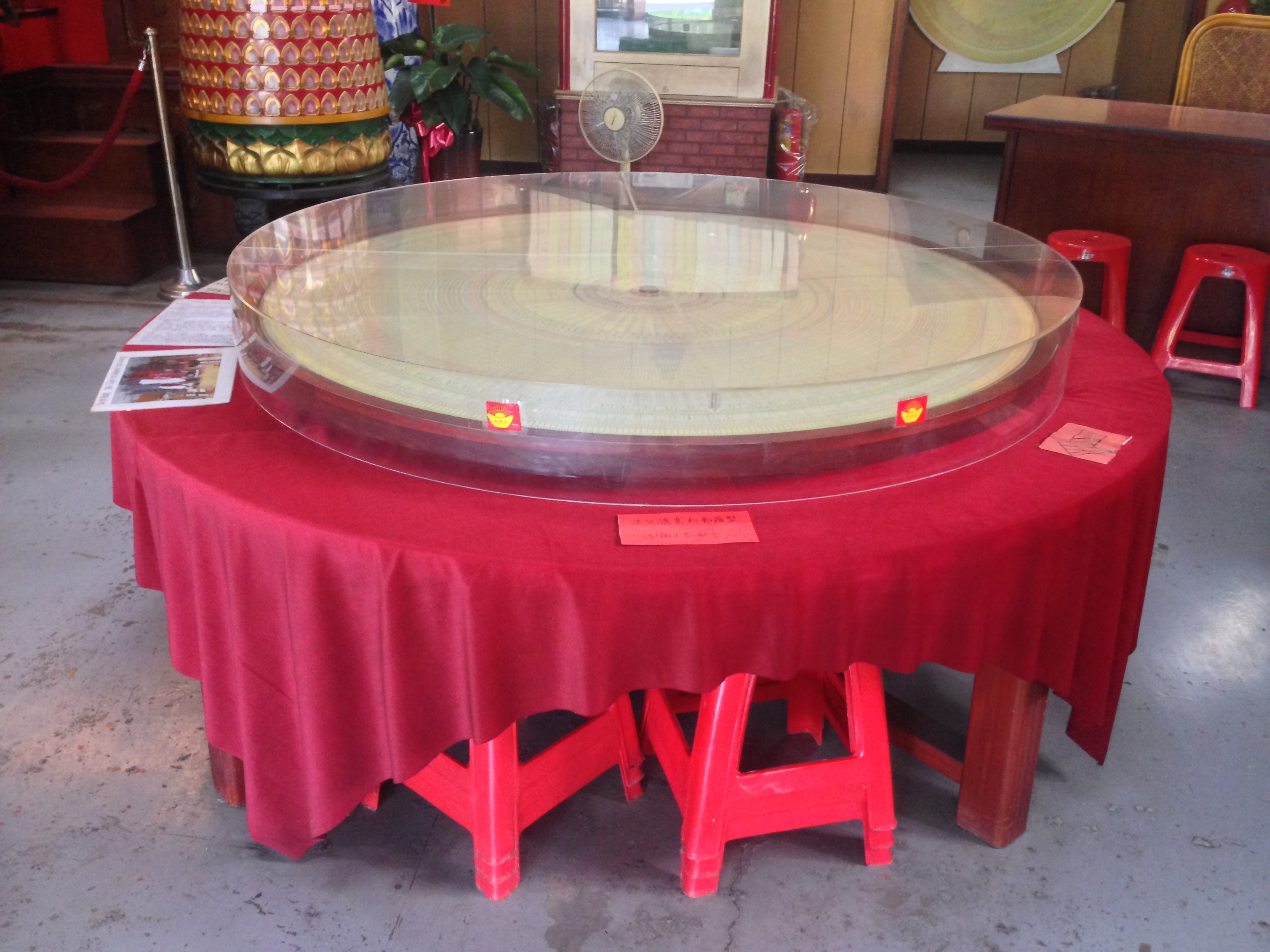
Table divinatoire comportant un grand luopan de 152 cm[1].